# Antonius Hulsius
Anton Hüls, dit Antoine ou Antonius Hulsius, né sur la fin de 1615 à Hilden et mort le 15 février 1685 à Leyde, est un philologue et théologien protestant allemand.

## Biographie
Fils d’Anton Hulsius et de Catharina von Venne, son frère Wilhelm la emmené, après la mort de sa mère, à Wesel, où il fit ses premières classes. De là, il passa, en 1635, à l’École Illustre de Deventer (nl) où, sous la direction de Nikolaus Vedelius (d), il fit de grands progrès dans les langues orientales et la théologie. En 1636, il fuit l’épidémie de peste à Deventer et voyage à Paris, Londres, Cambridge et Oxford, où il étudie les langues locales et continue à développer le reste de ses compétences. Il fit un séjour considérable à Genève où il entreprit, en 1638, des études à l’académie de Genève, résidant chez Friedrich Spanheim l'Ancien et tenant ses premiers sermons à l’église locale allemande.
En 1640, il revint en Hollande où il poursuivit ses études à l’université de Groningue en 1642 et à l’université de Leyde en 1643. Après une première activité à Amsterdam, il devint pasteur de la communauté française de Breda, participant avec dévouement à la construction de l’église. En 1644, il fut élu ministre à Breda, où il exerça son ministère 25 ans entiers, et reprit la chaire de langues à l’École Illustre où il devait devenir recteur de la Latijnse School (nl), en 1663.
À Breda il rédigea, en 1650, sa première œuvre, le Nomenclator biblicus hebraeo-latinus. Après d'autres ouvrages de théologie, il participa aux synodes de Middelburg de mai 1666, de Naarden de septembre 1668 et de Haarlem d’avril 1660. En traitant avec les représentants des autres religions, il se distingue toujours plus de représentants de l’aile orthodoxe de la théologie réformée aux Pays-Bas. Dans le débat avec les représentants des autres courants de foi, il se distingue de plus en plus comme représentant des théologiens orthodoxes réformés néerlandais. Sa confrontation avec le mystique séparatiste piétiste Jean de Labadie, notamment, est à souligner.
Le 21 juillet 1668, Spanheim le fit nommer régent du collège flamand des États de Hollande à l’université de Leyde, où on élevait les jeunes gens se destinant au Ministère, et où le Régent devait leur faire des leçons de théologie, et veiller sur leur conduite. À cette charge, on joignit, le 21 août 1668, la chaire de professeur d’hébreu puis, le 16 janvier 1676, celle de théologie et d’hébreu, emplois dont il s’acquitta avec beaucoup de zèle, d’assiduité et de succès, non toutefois sans chagrin à cause des médisances et des pièces satiriques qu’on publia contre lui. Ses dernières années ont été principalement marquées par des controverses avec Johannes Cocceius et Abraham Heidanus. La postérité a reconnu l’importance de ses travaux en grec et en hébreu. Il a également participé  à l’organisation de l’université de Leyde, dont il a été doyen de la faculté de théologie en 1680 et, de 1683 à 1684, recteur de l’Alma Mater. À sa mort, son oraison funèbre fut prononcée par Friedrich Spanheim le Jeune.
D’Agnes Elisabeth Rumpf, fille du médecin Christian Rumpf (1580, Laasphe-24 juin 1645, La Haye) et d’Agneta de Spina, qu’Hulsius avait épousée en janvier 1645 à la Haye, il eut dix enfants. Des quatre fils à avoir survécu, Willem est devenu curé à Vlissingen, Paul curé à Middelburg et professeur de théologie à Groningue, Johannes curé à Oost-Souburg et Adrian Kaufmann à Vlissingen.

## Publications
- (la) Nomenclator biblicus hebraeo-latinus cum tribus indicibus. Opus novum, quale in hebraicis ante hac non visum, cujus institutum et multiplicem usum docet praefatio, Breda, 1650 (lire en ligne).
- (la) Scrutinium memoriae Generosiorbus dicatum ingenies quae liguarum Reginam, non in limine cum theologastrorum vulgo sed in intimis penetralibus salutare gestiunt, Breda, 1650 (lire en ligne).
- (la) Theologiae judaicae pars prima de Messia. Eaque κατασκευαστικη doctrinae judaeorum, ex verbo Dei confutatae. Addito breviaria locorum Scripturae, quae a vanis rabbinorum glossematis repurgata, veritati restituuntur, Breda,‎ 1653 (lire en ligne).
- (la) Non-ens prae-adamiticum, sive Confutatio vani & socinizantis cujusdam Somnii, quo S. Scripturae praetextu incautioribus nuper imponere conatus est quidam Anonymus fingens, Leyde, 1656 (lire en ligne).
- (nl) Conferentie over d' Augsburgsche Confessie gehouden tot Leipzig, Breda (réimpr. Leyde, 1659) (1re éd. 1657).
- (la) Systema logicum. Traditionis et methodi perspicuitate post innumera systemata vere novum. In usum collegii logici bredani ex optimis logices scriptoribus congestum, et in 78 lectiones ad finem operis, ita ut trimestris spatio absolvi possit, distributum, Dordrecht, 1658.
- (la) Authentia absoluta s. textus hebraei vindicata contra criminationes Cl. Viri Isaaci Vossii in libro recens edito translatione LXX interpretum Adduntur epistolae binae. Una ad Cl. Colvium de parallelismis. Altera ad Cl. Vossium de periculo suae sententiae, Rotterdam, 1662 (lire en ligne).
- (la) Rhematologia major latino-belgica. Seu Rhematologiae editio nova, exemplis locupletata, quibus elegantiarum fontes aperiuntur, atque singulorum verborum constructio atque usus cum proprius tum metaphoricus perspicue demonstratur. Libellus omnibus purae latinitatis amatoribus uülissimus. Accessit etiam index vocum belgicarum qui dictionarii loco esse possit, Dordrecht, 1665.
- (la) Delineatio brevis quatuor praecipuarum partium institutions hebraicae, in usum collegii grammatici, Leyde, 1668.
- (la) Disputatio epistolaris hebraica, inter A. H. (...) et Jacobum Abendanah rabbicum Amsteradamensem. Super loco Haggaei cap. 2 v. 9 (...). Addita versione latina. In usum collegii rabbinici, Leyde, 1669.
- (la) Opus catecheticum didacticopolemicum quo praeter analyticam Catecheseos Palatino-Belgicae expositionem CLXXXPV controversiae theol. ad Catecheticum Ordinem redactae (...) compendiose ventilantur, vol. 2, Leyde, 1673-1676.
- (nl) De draad van Ariadne. Aanwijsende dat de hedendaaghse nieuwigheden strijden tegens de Nederlantsche Belijdenisse des geloofs. De selve voorstellende als een middel om uit des en dool-hof te geraken, Leyde, 1676.
- (la) Examen Catecheticum Didactico-Polemicum, quo praeter analyticam Catecheseos Palatino-Belgicae expositionem CLXXXII controversiae theologicae, ad catecheticam ordinem redactae, ventilantur, Leyde, 1676.
- (la) Discussio considerationum in quinque priores positiones, Leyde, Felicem Lopez, 1676, 95 p. (lire en ligne).
- (la) Compendium lex ui hebraici Compendio Biblico Leusdano subjunctum. Continens sub 1900 radicibus hebraeis voces latinas 3268 quibus constat universus Veteris Test. textus. Praeter aliqua quadratae et chaldaicae in fine seorsim addita (...) 1673 ; 4. Aufl., Utrecht, 1679.
- (la) Nucleus prophetiae in duas partes distribuais. Prima de vaticiniis, altera de typ is illustrioribus Veteris Testamenti, quibus Christus et vera eius ecclesia demonstrantur, typi et figurae ad suos antitypos analogice referuntur, effata prophetica adversus judaeorum exceptiones, argutias, deliria vindicantur (...). Accessit disputatio hebraica ad Hag. II, 9. Item Mantissa ad Dan. XII, 2 (...), Leyde, 1683.
- (la) Animadversiones in Historiam Concilii Tridentini adversus card. Pallavicinium, 1685.

## Sources
- Louis Moréri, Le Grand Dictionaire Historique : ou le mélange curieux de l'histoire sacrée et profane : qui contient en abrégé, les vies ... des patriarches ... avec leurs principaux dogmes, Amsterdam, Brunel, 1740, 1103 p. (lire en ligne), p. 603.